# كرة القدم في كاتلونيا
كرة القدم هي الرياضة الأكثر أهمية في كتالونيا، وقد تم تقديمها في أواخر القرن التاسع عشر من قبل مجموعة من العمال المهاجرين البريطانيين والبحارة الزائرين والطلاب العائدين من بريطانيا. قادت كتالونيا الطريق لتطوير كرة القدم في إسبانيا، حيث نظمت أول اتحاد وأول بطولة. اليوم، يتم تنظيم كرة القدم في كتالونيا من قبل اتحاد كتالونيا لكرة القدم والاتحاد الملكي الإسباني لكرة القدم، وتتنافس فرق من كتالونيا في الدوري الإسباني وكأس الملك وكأس كتالونيا والعديد من المسابقات الأوروبية.

## التاريخ

### عصر الريادة
في أواخر القرن التاسع عشر، تمتعت كتالونيا بأكثر الصناعات تطوراً في البلاد، وذلك بفضل صناعة القطن بشكل أساسي، ولهذا السبب، أصبحت برشلونة واحدة من أفضل الأماكن التي يمكن للأجانب النزول فيها وممارسة الأعمال التجارية فيها، وباعتبارها واحدة من أكثر الدول البريطانية نشاطًا في ذلك الوقت، سرعان ما أصبحت برشلونة موطنًا لمستعمرة بريطانية، والتي جلبت كرة القدم معها، مثلها كمثل بقية العالم. دخلت كرة القدم كتالونيا لأول مرة بفضل المستعمرة البريطانية التي عملت وعاشت هناك (ولاحقًا من خلال الكتالونيين العائدين من الدراسة في الخارج)، ومن بينهم شخص معين يُدعى جيمس ريفز. وصل إلى برشلونة في وقت ما من عام 1892، في وقت كانت فيه كرة القدم رياضة غير معروفة عمليًا في المدينة. كان نادي برشلونة للكريكت في روندا دي سانت بير، الذي أسسه البريطانيون قبل عام (بدأ في 28 أغسطس 1891)، هو العلامة الوحيدة لكرة القدم في كتالونيا، حيث لعبوا الكريكت في الصيف ثم كرة القدم في الشتاء (وهو أمر شائع في ذلك الوقت). ومع ذلك، كان النادي بريطانيًا بحتًا، لذا قرر ريفز، وهو عاشق متحمس وعاطفي للعبة، إنشاء نادي كرة قدم يضم البريطانيين والكتالونيين على حد سواء، وبالفعل، أقنع عددًا من الأعضاء الكتالونيين (والفرنسيين) في نادي ريجاتاس دي برشلونة (نادي للتجديف والإبحار) بممارسة كرة القدم. أصبح هذا النادي يُعرف ببساطة باسم النادي البريطاني أو النادي البريطاني في برشلونة.
بعد أشهر من التجنيد، نظموا ولعبوا أول مباراة كرة قدم معروفة في المدينة (في الواقع في بلدية سانتس المجاورة)، والتي أقيمت على الأراضي القريبة من ميدان سباق الخيل في كان تونس في 25 ديسمبر 1892. لا يُعرف سوى القليل جدًا عن يوم عيد الميلاد هذا، فقط أنه كان عمل أعضاء نادي رويال ريجاتا وأعضاء النادي البريطاني الواقع في رامبلا ديل كابوتشينز. تشمل الشخصيات البارزة في السنوات الأولى لجمعية كرة القدم هذه الإخوة موريس (صموئيل وإنريكي وميغيل) والقائد ريفز والكاتالوني ألبرتو سيرا.
خلال شتاء 1893-94، واجهت المستعمرة الإنجليزية المزعومة من برشلونة المستعمرة الاسكتلندية من سانت مارتي في سلسلة من المباريات التي يزعم المؤرخون المحليون أنها كانت أول منافسة «غير رسمية» على الإطلاق في كرة القدم الإسبانية. بدأ تاريخ المستعمرة الاسكتلندية في عام 1893، عندما استأجر جون شيلدز وإدوارد ب. ستيجمان المستودعات المركزية لمصنع في سانت مارتي، ثم أرسلوا مجموعة من حوالي 40 عاملاً اسكتلنديًا شابًا للعمل في مصنع الشركة الذي افتتح حديثًا، والمعروف في كتالونيا باسم لا إسكوسيسا. كانت هاتان المستعمرتان أساسيتين في تاريخ كرة القدم الكتالونية حيث استمرتا في إنشاء فريق أنجليس وإسكوسيس إف سي على التوالي، وهما فريقان لعبا دورًا محوريًا في البدايات الهواة لكرة القدم في كتالونيا، وأبرزها في بدايات نادي برشلونة.
في أواخر عام 1894، يبدو أن نادي برشلونة البريطاني قد غير اسمه إلى جمعية برشلونة لكرة القدم، وفي عام 1895، قاموا أيضًا بتغيير الملاعب، تاركين ميدان سباق الخيل في كان تونس ليستقر في مضمار بونانوفا، لأن هذه المجموعة من رواد كرة القدم في المدينة كانت تبحث عن مكان يسهل الوصول إليه إلى وسط المدينة. ومنذ ذلك الحين، أصبحت مباريات كرة القدم يوم الأحد حدثًا منتظمًا في بونانوفا، على الرغم من أن الغالبية العظمى منها كانت مباريات تدريبية (الزرق ضد الحمر). في عام 1895، لعب فريق برشلونة مباراتين ضد فريق من توريلو، جمعية توريلو لكرة القدم، وكان هذا بمثابة معلم تاريخي آخر في كرة القدم الكتالونية حيث كانت المرة الأولى التي يلعب فيها فريقان من مدينتين مختلفتين ضد بعضهما البعض في كتالونيا. عندما عاد جيمس ريفز إلى المملكة المتحدة في خريف عام 1895، بدأ الكيان، الذي لم يتم تأسيسه رسميًا، في الانحدار، وحوالي عام 1896 يبدو أنه اختفى، ولهذا السبب، لم يلعب أي بريطاني كرة القدم في كتالونيا (على حد علمنا) في عامي 1897 و1898. ولم يبدأوا اللعب مرة أخرى إلا في عام 1899، مع ظهور فريق أنجلز.

### عقد 1900
على الرغم من أن المباريات الأولى التي لعبت في كتالونيا تعود إلى عام 1892، إلا أن أول نادي كرة قدم رسمي ومسجل كان نادي بالاموس لكرة القدم (كوستا برافا، شمال كتالونيا)، والذي أسسه جاسبار ماتاس عام 1898. وعلى الرغم من أن نادي خيمناستيك طركونة تأسس عام 1886، إلا أن النادي لم يشكل فريق كرة قدم فعليًا حتى عام 1914. وكانت مباراتهم الأولى ضد فابريكا أرمسترونج دي بالافروغي، حيث تغلبوا على بالاموس بنتيجة 2 إلى 1. ولكن المدينة التي شهدت فيها كرة القدم نموًا أكبر وأقوى كانت منطقيًا مدينة برشلونة.
بعد بضع سنوات من «الهدوء» (1896-1898)، عادت كرة القدم إلى مدينة برشلونة في نهاية عام 1899 لتبقى هناك للأبد. بدأت هذه الرياضة الجديدة تتجذر في المدينة في تسعينيات القرن التاسع عشر، وسرعان ما اكتسبت أتباعًا بين الشباب، والأهم من ذلك، بين جيل لاعبي الجمباز في برشلونة، نظرًا لطبيعتها الخارجية. لهذا السبب وُلدت أندية كرة القدم الأولى في برشلونة في صالات الألعاب الرياضية، وتحت حماية وتشجيع شخصيات مرتبطة بالاتحاد الإسباني للجمباز مثل نارسيسو ماسفيرير وخايمي فيلا. كان هذان الشخصان مديري صالتي سولي وتولوسا على التوالي، وكانا مع جوان جامبر ووالتر وايلد الرؤساء الأساسيين وراء تأسيس أول نوادي كرة القدم في برشلونة، نادي برشلونة لكرة القدم ونادي كاتاليا لكرة القدم، وكلاهما تأسس في أواخر عام 1899. خلال السنوات الأولى لكرة القدم في كتالونيا، كان لديهم تنافس قوي وانتهت الجدل حول من كان أول نادي رسمي لبرشلونة (عميد النادي في المدينة) عندما أثبت البلاوجرانا أنهم كانوا أول نادٍ تم تسجيله في السجل المدني في 29 نوفمبر، قبل أيام قليلة فقط من نادي كتالونيا لكرة القدم، الذي فعل ذلك في 17 ديسمبر. لعب نادي برشلونة لكرة القدم أول مباراة له في 8 ديسمبر ضد فريق أنجليس، الفريق الذي شكله أعضاء المستعمرة البريطانية الذين يعيشون في برشلونة، وانتهت بفوز 1-0 لصالح البريطانيين، بفضل هدف من آرثر ويتي. بعد خمسة أيام، في 13 ديسمبر، اندمج نادي برشلونة لكرة القدم مع البريطانيين، مما يعني قفزة كبيرة في الجودة للنادي، ونتيجة لذلك، أصبح برشلونة أحد أقوى الفرق في كتالونيا في مطلع القرن. كان بعض اللاعبين البريطانيين الذين انضموا إلى برشلونة من الشخصيات البارزة في نجاح برشلونة المبكر، مثل عائلة بارسونز (جون وويليام) والأخوين ويتي (آرثر وإرنست).
كان سياق كرة القدم في برشلونة في مطلع القرن العشرين غزير الإنتاج بشكل ملحوظ حيث تم تأسيس العديد من أندية كرة القدم في تلك الفترة. بالإضافة إلى نادي برشلونة الكلاسيكي لجوان جامبر ونادي سوسيداد إسبانيولا دي فوتبول (الآن إسبانيول) لأنخيل رودريجيز، الذي تأسس في عامي 1899 و1900 على التوالي، ونادي كتالونيا غير الرسمي لجايمي فيلا، كان هناك العديد من الكيانات المخصصة لممارسة كرة القدم مثل نادي إسكوسيس إف سي (سانت أندريو سابقًا)، ونادي هيسبانيا إيه سي (فريق روخو سابقًا)، ونادي يونيفرسيتي إس سي، ونادي إنترناسيونال، ونادي كرة القدم الأيرلندي وغيرها، والتي شكلت قائمة الفرق التي تنافست على الهيمنة المحلية في المسابقات الأولى والقديمة التي أقيمت، مثل كوبا ماكايا، والتي كانت أول بطولة على الإطلاق تقام في شبه الجزيرة الإيبيرية. كما ظهرت العديد من الأندية مع إشارة إلى إسبانيا في أسمائها. ومن بين هذه الأندية هيسبانيا إيه سي وسوسيداد إسبانيولا المذكورين أعلاه، وكلاهما تم تأسيسهما في عام 1900، ونادي إف سي إسبانيا دي برشلونة.
تم تسمية بطولة كوبا ماكايا المذكورة تكريمًا لمانح الكأس ألفونسو ماكايا، رئيس نادي هيسبانيا إيه سي آنذاك، الذي برز كفائز ببطولته الأولى التي أقيمت بين يناير وأبريل 1901 بعد فوزه بصعوبة على نادي برشلونة لكرة القدم، الذي فاز بعد ذلك بالنسخة الثانية في عام 1902. مهدت هاتان البطولتان المشهد لأول نجوم كرة القدم الكتالونية العظماء للظهور مثل جوستافو جرين وأودو شتاينبرغ وليس سوى الرأس الأساسي وراء تأسيس نادي برشلونة لكرة القدم في عام 1899، السويسري المولد جوان غامبر، الذي كان هداف البطولتين برصيد 31 و19 هدفًا على التوالي.
اتحاد كتالونيا لكرة القدم (بالكتالونية: Federació Catalana de Futbol)‏، المسؤول عن إدارة كرة القدم في كتالونيا، كان أول اتحاد كرة قدم تأسس في إسبانيا. تأسس في 11 نوفمبر 1900 باسم اتحاد كتالونيا لكرة القدم (بالكتالونية: Football Associació de Catalunya)‏. نظم الاتحاد الكتالوني لكرة القدم بطولة دوري كتالونيا (بالكتالونية: Campionat de Catalunya)‏ التي كانت أول مسابقة كرة قدم في إسبانيا.
كان رئيس نادي هيسبانيا، إدواردو أليسون، بالاشتراك مع جوان غامبر، هو من روجوا لإنشاء ما سيصبح الاتحاد الكتالوني لكرة القدم الحالي، والذي كان أول اتحاد كرة قدم يتم إنشاؤه في إسبانيا. انعقد الاجتماع التأسيسي في ديسمبر 1902 وانتخب أليسون أول رئيس للاتحاد. شمل الأعضاء الأصليون نادي برشلونة، ونادي يونيفرسيتي إس سي، ونادي إنترناسيونال، ونادي كتالونيا، ونادي هيسبانيا. بعد عام 1903، تم تنظيم البطولة من قبل اتحاد كتالونيا لكرة القدم وأصبحت تُعرف باسم بطولة كتالونيا، واعترفوا بكأس ماكايا باعتبارها النسخة الأولى من بطولة كتالونيا. بدأ الفائزون أيضًا في تمثيل كتالونيا في كأس الملك. بحلول عام 1917، تحول الدوري إلى دوري احترافي وشمل دوريًا ثانيًا.

### عقد 1910
تميز العقد الثاني من القرن العشرين في كرة القدم في بلادنا بظهور التنافس بين نادي برشلونة ونادي إسبانيول. وخلال تلك السنوات أصبح الناديان بالفعل من أهم الأندية في كتالونيا، مما أدى إلى العديد من المواجهات والنزاعات بينهما. وكانت المباريات بينهما قاسية للغاية، وكانت الحوادث المستمرة تؤدي إلى قطع العلاقات بينهما. وبرزت شخصيتان أسطوريتان: باولينو ألكانتارا وجورج باتولو [الإنجليزية].[بحاجة لمصدر]

### عقد 1920
منذ عام 1920 وحتى الحرب الأهلية الإسبانية، اكتسبت كرة القدم شعبية هائلة وقبولاً في كتالونيا. وفي العقد 1920-30، أصبحت كرة القدم منتشرة في جميع أنحاء البلاد. وتزداد المنافسة بين إسبانيول وبرشلونة قوة وقوة، مما يتسبب في إطلاق العنان للمشاعر خلال هذه السنوات. وقد برزت شخصيتان أسطوريتان: ريكاردو زامورا وجوسيب ساميتيير.
من ناحية أخرى، شارك المنتخب الإسباني لأول مرة في مسابقة دولية في عام 1920، وهي أولمبياد أنتويرب، حيث فاز بالميدالية الفضية. وكان أول من اختاره هو الكاتالوني فرانشيسكو برو ومن بين اللاعبين الذين اختيروا (تم اختيارهم بالكامل من أندية كاتالونية وباسكية وغاليسية) نجد لاعبي برشلونة ريكاردو زامورا وجوزيب ساميتير وأغوستين سانشو وفليكس سيسوماغا.[بحاجة لمصدر]

## الدوري الإسباني
منذ تأسيس الدوري الإسباني عام 1928، لعبت سبعة أندية كاتالونية في دوري الدرجة الأولى. وتشمل هذه الأندية نادي برشلونة الذي لم يهبط أبدًا وإسبانيول الذي غاب عن دوري الدرجة الأولى لمدة أربعة مواسم فقط. ولعب نادي ساباديل لمدة 14 موسمًا في دوري الدرجة الأولى. ولعب نادي أوروبا، الأعضاء المؤسسون للدوري الإسباني، ثلاثة مواسم بينما شارك كل من خيمناستيك طركونة ونادي لاردة ونادي كوندال لفترة وجيزة. ولعب نادي جيرونا موسمه الأول في الدوري الإسباني في موسم 2017-18.
اثني عشر ناديًا آخر: نادي برشلونة ب، نادي ريوس ديبورتيو، نادي تيراسا، نادي بادالونا، نادي ياغوستيرا، يو إي فيغيراس، نادي سان أندرو، نادي بالاموس، نادي أوسبيتاليت، سي إي جوبتر، إي سي جرانويرس، سي إف جيه موليروسا لعبوا جميعًا في دوري الدرجة الثانية.

## كأس كتالونيا
في عام 1984، وبعد استعادة الديمقراطية في إسبانيا، تم تنظيم مسابقة جديدة للأندية الكتالونية. لم يتم الاعتراف بـكأس جنراليتات في البداية من قبل الاتحاد الإسباني لكرة القدم، وشاركت فيها فقط فرق من الدرجة الثالثة الإسبانية. بعد عام 1990، أصبحت كأس جنراليتات، التي ينظمها الآن الاتحاد الكتالوني لكرة القدم، مسابقة رسمية وبدأت الأندية الكتالونية في الدوري الإسباني في المشاركة. في عام 1993، تم تغيير اسمها إلى كأس كتالونيا. تضاءلت مكانة المنافسة تدريجيًا ونادرًا ما يشارك نادي برشلونة وإسبانيول بفرق قوية.

## وصلات خارجية
- Catalan Football Federation
- Campionat de Catalunya
- Copa Catalunya Finals